# USS General Greene
L’USS General Greene est une frégate de 30 canons construite pour l'US Navy en 1799. Elle participe activement à la quasi-guerre, avant de participer à la surveillance de Toussaint Louverture. Après son retour au Washington Navy Yard pour maintenance, elle est transformée en navire-hôpital pour les malades de l'USS Constellation. Elle sera brûlée lors de la capture de Washington par les troupes britanniques en 1814.

## Source
- (en) Cet article est partiellement ou en totalité issu de l’article de Wikipédia en anglais intitulé « USS General Greene (1799) » (voir la liste des auteurs).